# Aat Ceelen
Aat Ceelen (Rotterdam, 10 oktober 1950) is een Nederlandse theatermaker en auteur.

## Theatermaker
Aat Ceelen volgde tot 1977 de Toneelschool Arnhem, maar debuteerde daarvoor al bij de Rotterdams toneelorganisatie Stichting FACT. Ceelen werkte mee aan ongeveer 100 theaterproducties, als auteur, acteur, decorontwerper, dramaturg, muzikant of regisseur. 
Behalve bij FACT speelde Ceelen een belangrijke rol bij muziektheatergroep Orkater, maar hij werkte ook mee aan producties van onder meer Alex d'Electrique, het Onafhankelijk Toneel en RO Theater.

## Auteur
Ceelen schreef verschillende boeken, waaronder zijn prozadebuut Hotel Kramoesj (1993) en zijn verfilmde Door de liefde toegetakeld (2013), en bijdragen aan tijdschriften zoals het Hollands Maandblad.
- Gemeinsame Normdatei: 143966022
- International Standard Name Identifier: 0000 0001 1872 6035
- Library of Congress Control Number: n95064786
- Nederlandse Thesaurus van Auteursnamen: 071864849
- Système universitaire de documentation: 229451950
- Virtual International Authority File: 6643482
- WorldCat: E39PBJckTHy4jHTxHFK6pbh8md